# Природа

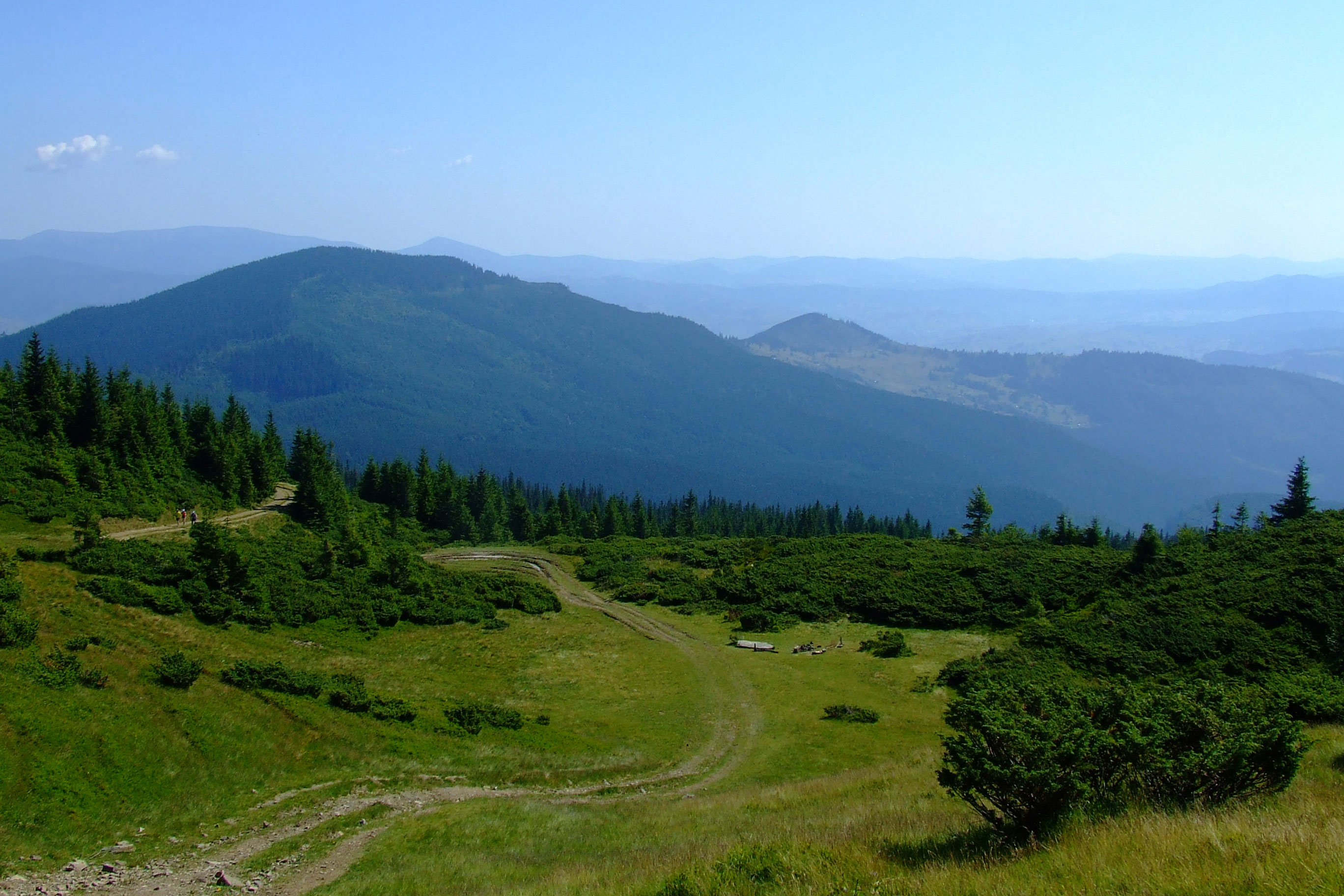
Україна, гори в околицях Драгобрату

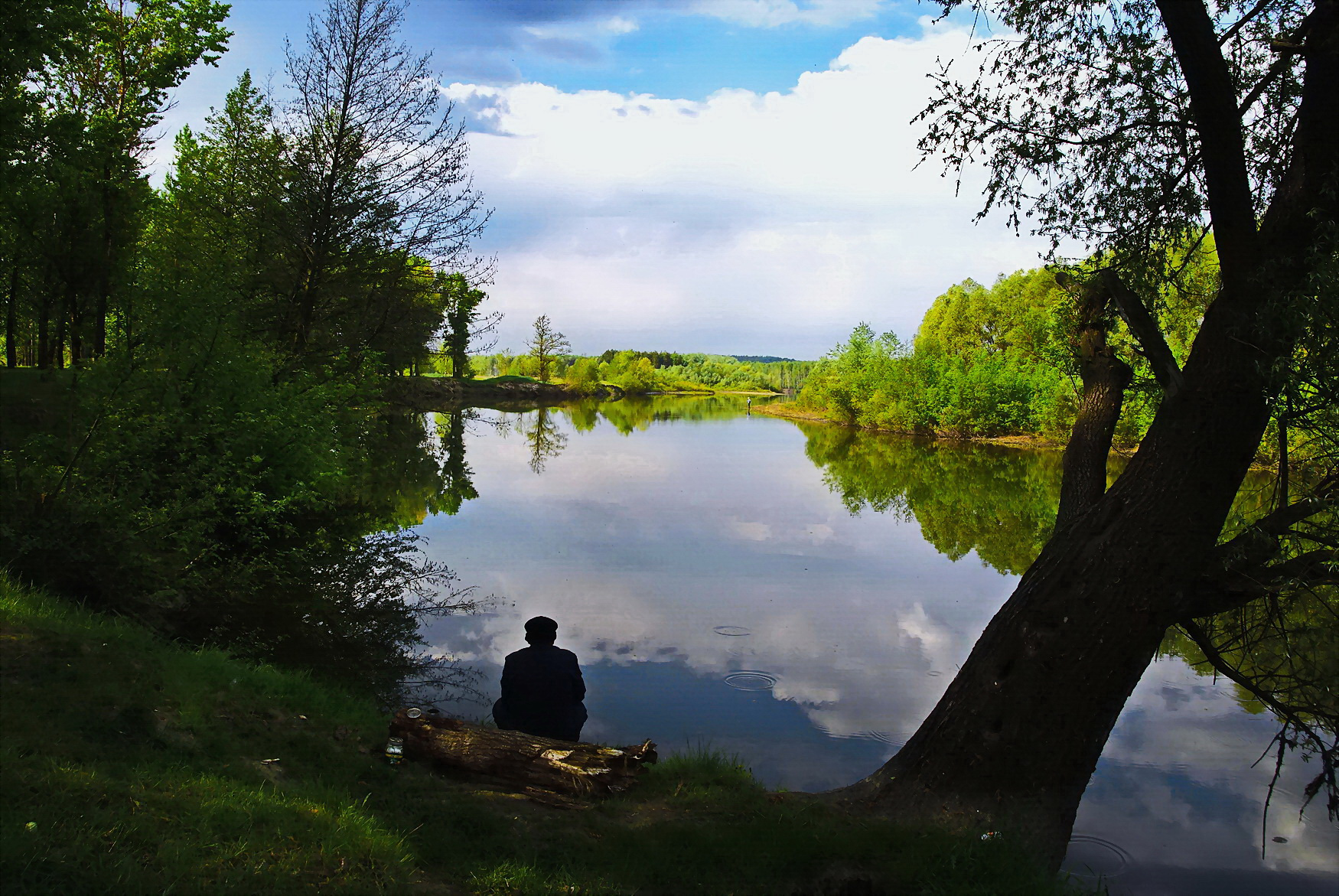
Гармонія людини і природи

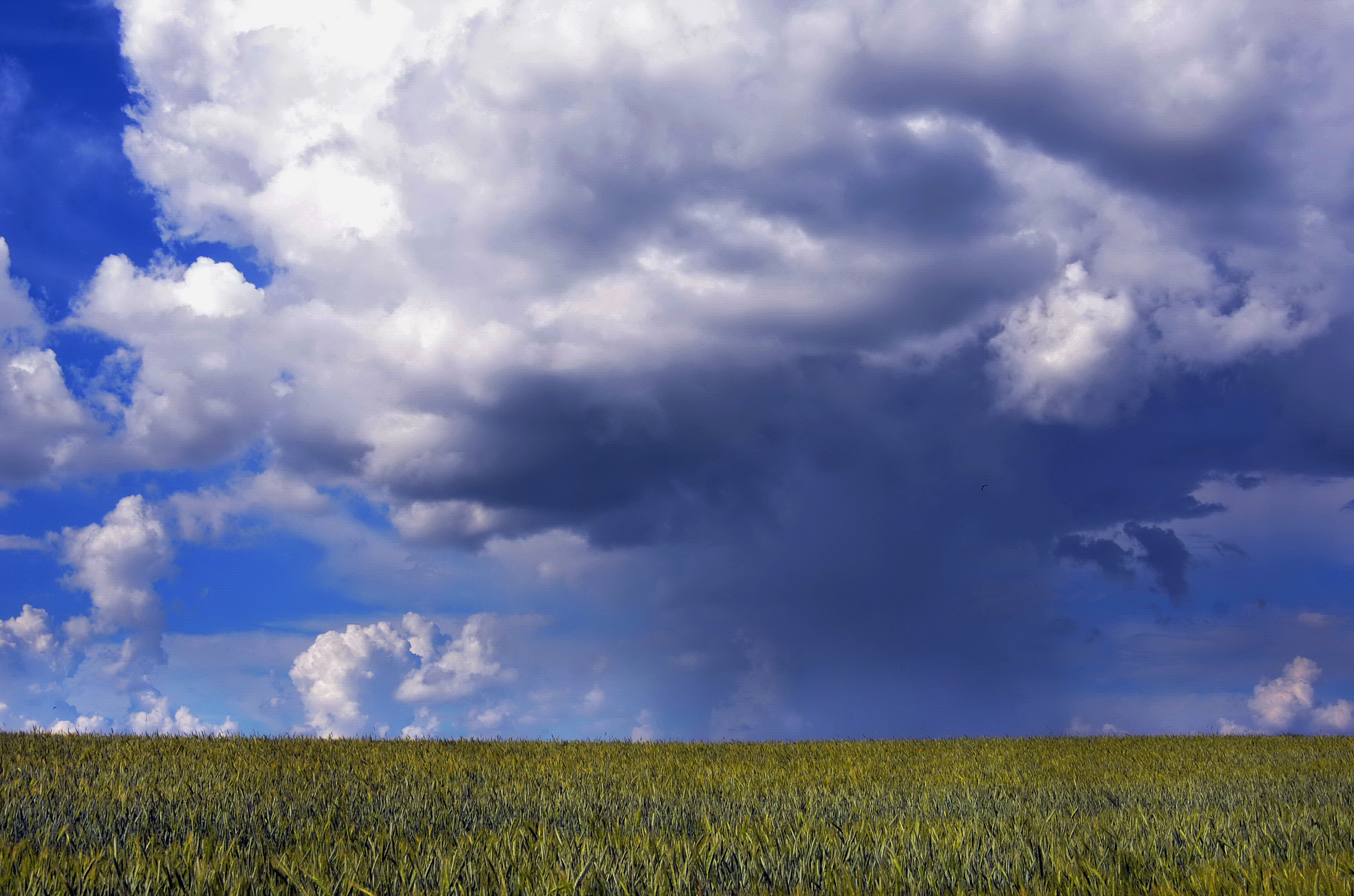
Атмосферні явища в природі

Приро́да (термін є частковою калькою латинського слова natūra — від лат. natus — «народжений, породжений») — багатозначний термін, що залежно від контексту, може означати:
- У широкому розумінні, природа — органічний і неорганічний матеріальний світ, Всесвіт, у всій сукупності і зв'язках його форм, що є основою людської діяльності і пізнання, головний предмет вивчення науки, зокрема того, що створене діяльністю людини. Саме в такому, найширшому розумінні, природа вивчається природознавством — сукупністю наук про світ, котрі ставлять перед собою мету відкриття законів природи. Природу в цьому розумінні, прихильники пантеїзму ототожнюють із Богом.
- Закономірності існування  біосфери,  ноосфери та мікроелементного складу Землі на доктринальному рівні були закладені в працях видатного  українського дослідника Володимира Івановича Вернадського. «Людина практично забуває, що вона сама і все людство, від якого вона не може бути відділена, нерозривно пов’язані з біосферою, з певною часткою планети, на якій вони живуть», – писав учений.
- Відповідно до уявлення про природну цілісність світу (О. М. Костенко) «Природа — це сутність, що породжує усе суще і дає йому закони». На такому визначенні «природи» засновується так звана теорія «трьох природ», згідно з якою існують три природи: фізична природа, біологічна природа, соціальна природа.

- У вужчому значенні, природа — те, що не створене людською діяльністю. В цьому визначенні, природне протиставляється штучному, як наприклад природний інтелект протиставляється штучному інтелекту, або природний шовк, штучному шовку.

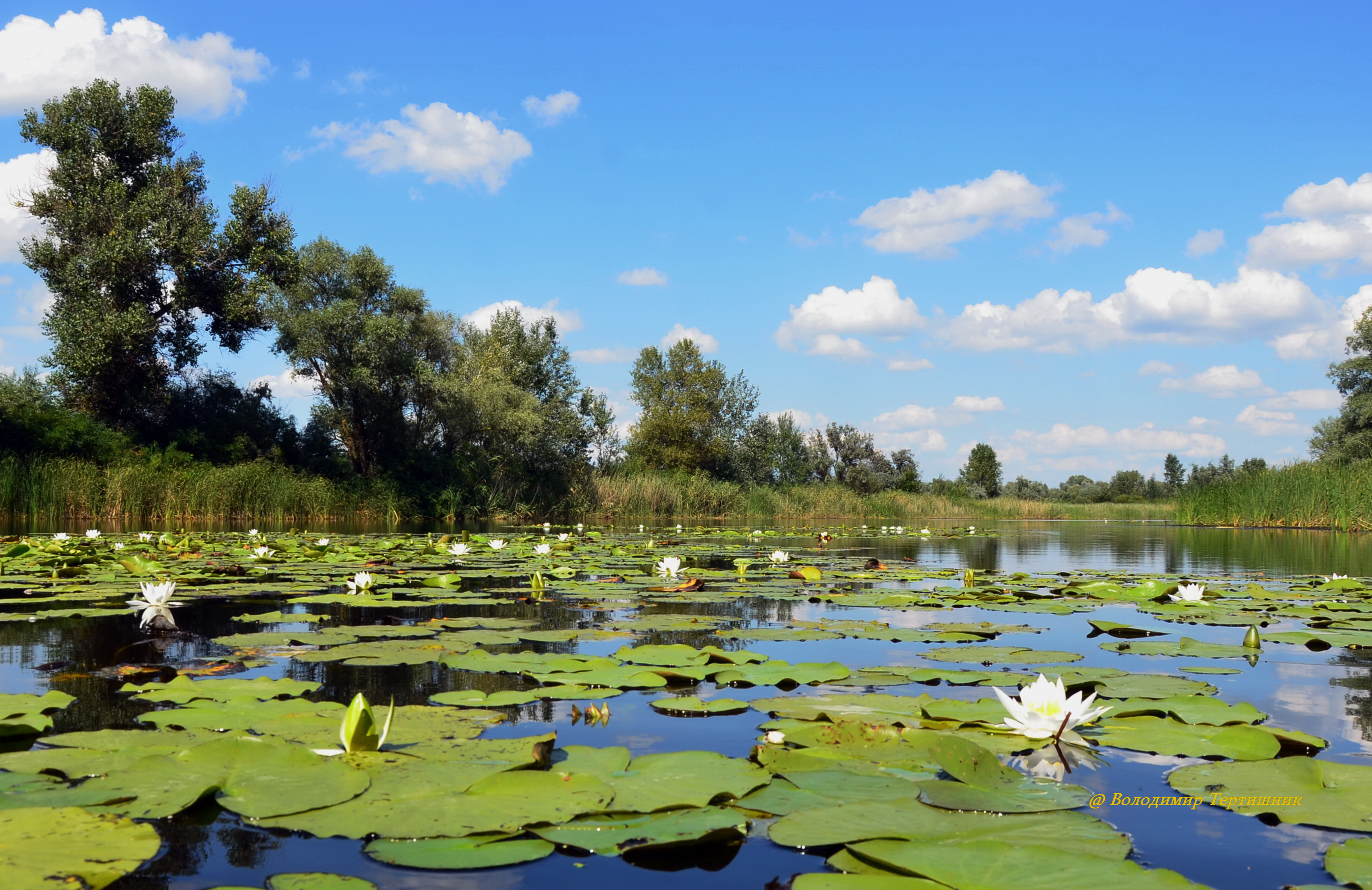
Незаймана природа (р. Оріль)

- Незаймана природа (р. Оріль)  Природа у розумінні пересічної мови — сукупність буденних умов існування людства, тобто земне оточення, в якому живе людина (за винятком створеного нею): ліси, поля, гори й степи, флора й фауна. Саме в такому визначенні, слово природа входить у словосполучення дика природа, незаймана природа, первісна природа.

- У своєрідному тлумаченні слова, природа вживається для позначання сукупності основних якостей, властивостей чогось, сутність, наприклад, як у словосполученнях природа процесу, природа явища тощо.

- Термін «друга природа» означає створені людиною матеріальні умови її існування.
- Виходячи із задуму природної цілісності світу, український науковець О. М. Костенко запропонував таке тлумачення «природи».

Природа це сутність, яка породжує усе суще і дає йому закони.

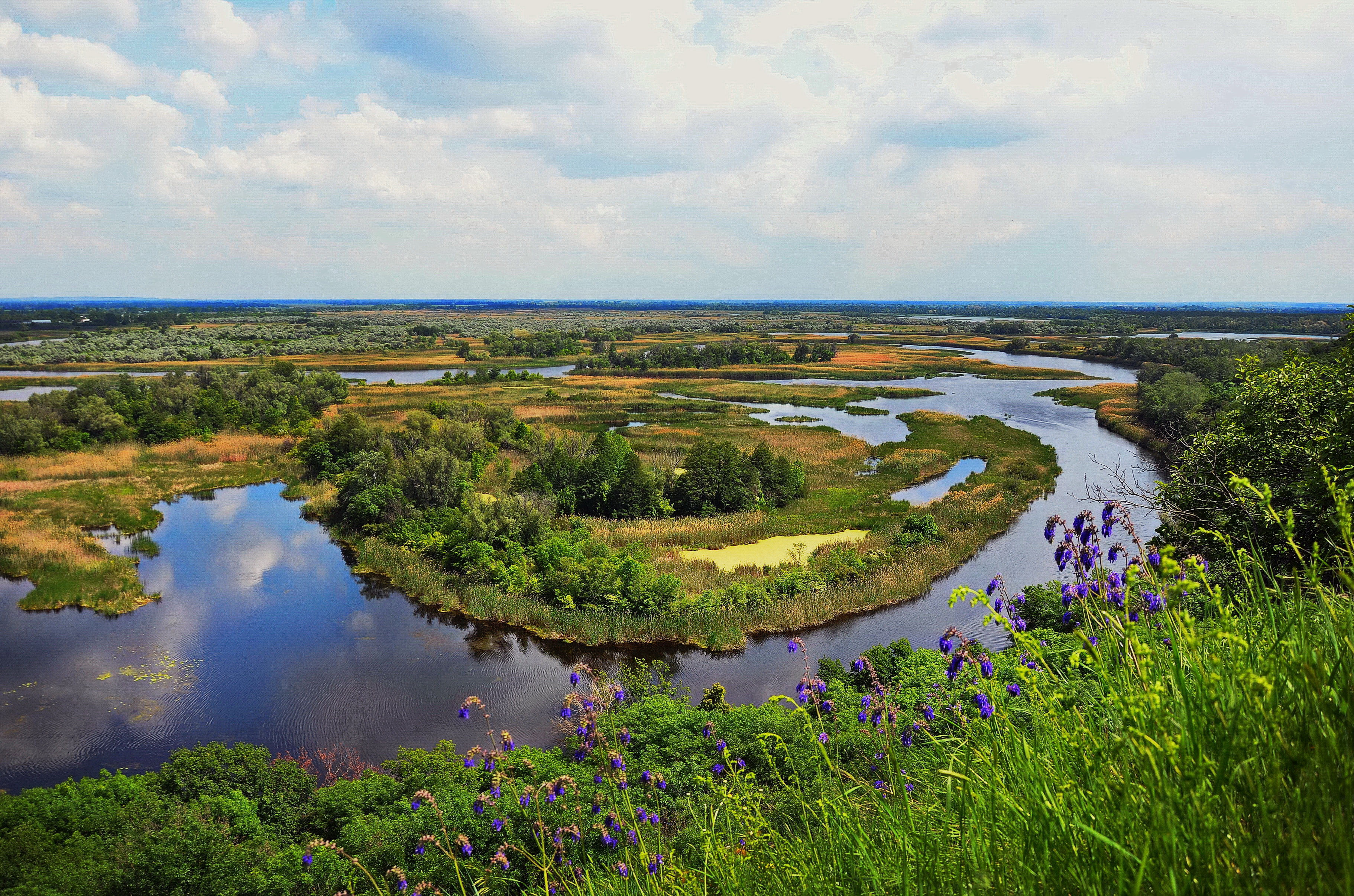
Синергетика живої і неживої природи

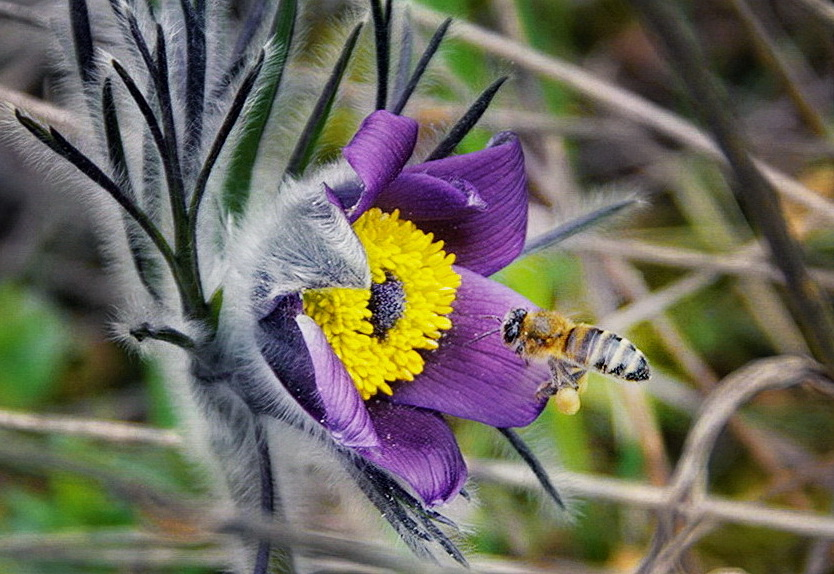
Бджола, як важлива берегиня природи

Із цього він доходить висновку, що наявні три «природи» (так звана «теорія трьох природ»): 1) фізична природа; 2) біологічна природа; 3) соціальна природа. Усі вони перебувають у генетичному зв'язку між собою, але кожна існує за власними законами. Отже, фізичні явища відбуваються за фізичними законами природи, біологічні явища — за біологічними законами природи, соціальні явища — за соціальними законами природи. Із цього випливає, що «головним питанням світогляду» є таке: «Яке призначення волі та свідомості людей у світі, що існує за законами природи?». І відповідь на нього пропонується така: «Воля і свідомість людей слугують для того, щоби відкривати закони фізичної, біологічної і соціальної природи і пристосовувати власне життя до них». У цьому основа поступу людства.

## Нежива природа

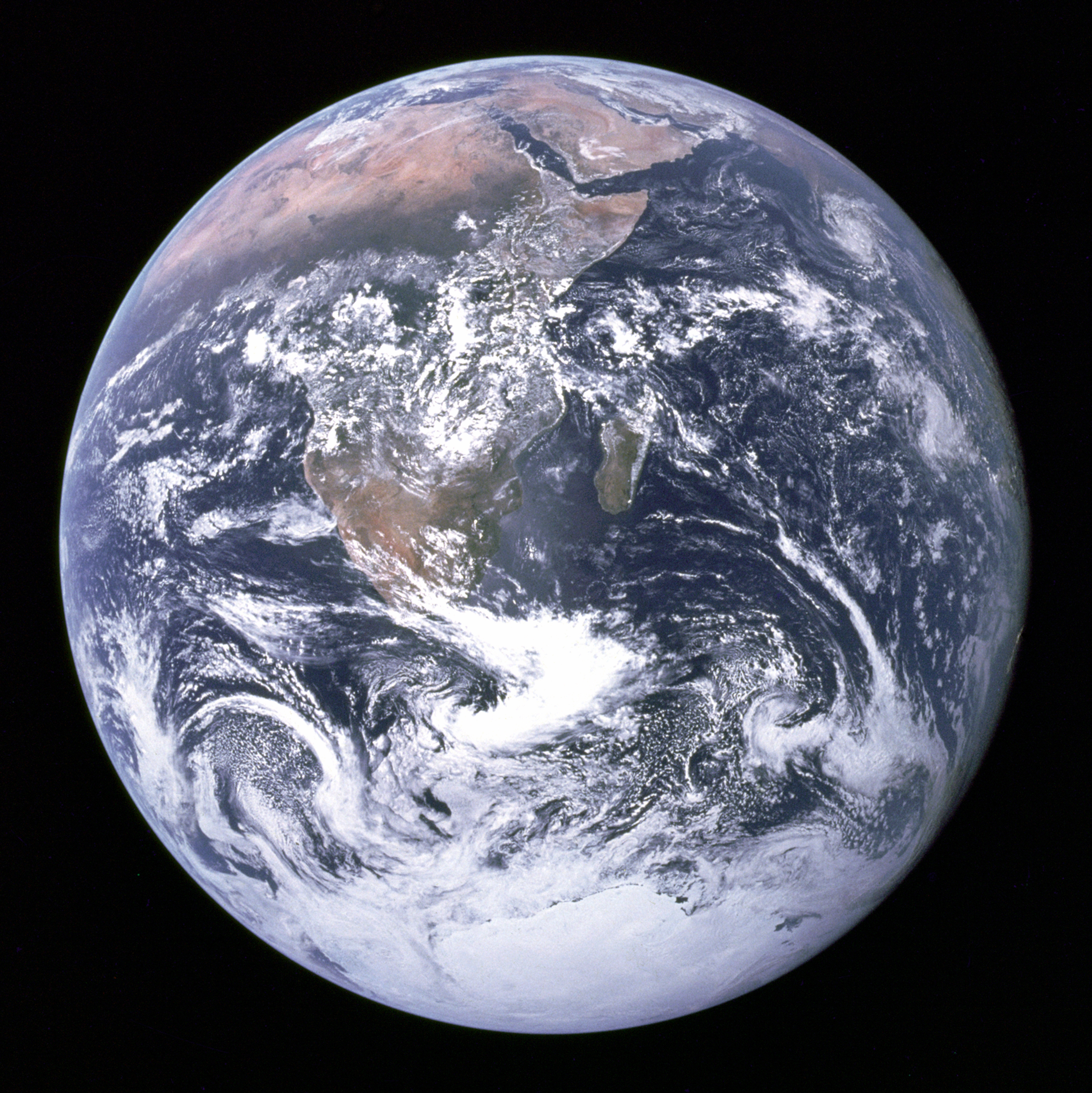
Знімок Землі, зроблений 1972 року екіпажем Аполлона-17

Людство живе на планеті Земля. Це єдина планета, з усіх відомих людям, на якій існує життя. Життя виникло внаслідок складних геологічних і хімічних процесів на поверхні Землі, й воно само суттєво змінило планету. Атмосфера Землі, основною складовою якої спочатку був вуглекислий газ, завдяки діяльності живих організмів перетворилася на азотно-кисневу. Енергію Земля отримує від двох важливих джерел — від Сонця у вигляді сонячної радіації та внутрішнього тепла, яке виділяється при радіоактивному розпаді в її надрах.
В межах сонячної системи вона третя найближча до Сонця; це найбільша земляна планета і п'ята за величиною взагалі. Найвидатнішими її кліматичними особливостями є дві великі полярні області, два відносно вузькі помірні пояси та широкий екваторіальний тропічний та субтропічний регіон. Опади значно різняться залежно від місця розташування — від декількох метрів води на рік, до менше міліметра. Земля еволюціонувала внаслідок геологічних і біологічних процесів, які залишили сліди первісних умов. Зовнішня поверхня розподілена на кілька тектонічних плит, які поступово переміщуються. Внутрішня частина залишається діяльною, з товстим шаром пластичної мантії і заповненим залізом ядром, яке утворює магнітне поле. Це залізне ядро (з можливою температурою 5000 °C, а в самому центрі 3емлі — 5000…6000 °C, тобто, приблизно відповідною температурі поверхні Сонця), складається з твердої внутрішньої частини і рідкої зовнішньої складової. Конвективний рух в ядрі виробляє електричні струми завдяки динамо-дії, а вони, зі свого боку, породжують геомагнітне поле.
Поверхня Землі відокремлена від розплавленої мантії тонкою порівняно з радіусом Землі, земною корою. Земна кора та верхня частина мантії складають літосферу, розподілену на літосферні плити, між якими існують тектонічні розриви. В місцях тектонічних розривів розплавлена лава проривається час від часу до поверхні землі крізь вулкани, а гази які у ній утворюються, крізь термальні джерела, чорні курці й гейзери.
Більша частина поверхні Землі вкрита водою. Океани, моря, озера та річки утворюють гідросферу планети. Вода на Землі існує в трьох агрегатних станах: газоподібному — у вигляді пари, рідкому та твердому — як сніг і льод. Вода здійснює в природі постійний кругообіг — випаровується з поверхні й знову конденсується в хмарах, щоби згодом випасти на землю у вигляді атмосферних опадів.
Суша становить 29,2 % поверхні Землі, утворюючи 6 материків та велику кількість різних за розмірами островів. Найвищі ділянки суші утворюють гори та гірські хребти, відносно пласкі ділянки — рівнини. Тверді граніти та базальти гір внаслідок зумовленої вітром та водою ерозії зношуються, і їхні матеріали переносяться в долини, утворюючи осадові породи та ґрунти.

## Атмосфера, клімат і погода

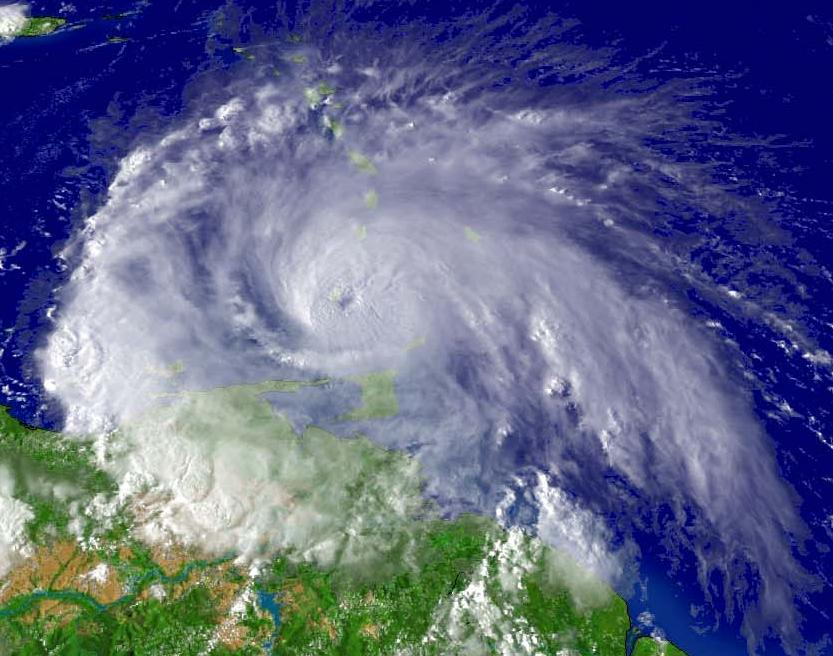
Ураган Іван над Гренадою 7 вересня 2004 року

Атмосфера Землі є вирішальним чинником з підтримання планетарної екосистеми. Тонкий шар газів який оточує Землю, утримується під дією сили тяжіння нашої планети. Сухе повітря атмосфери складається з 78 % азоту, 21 % кисню, 1 % аргону, вуглекислого газу та інших сполук в незначних кількостях. Також повітря містить непостійну кількість водяної пари. Атмосферний тиск знижується поступово зі збільшенням висоти і на вишині близько 19-20 км зменшується до такого ступеня, що починається кипіння води і міжтканинної рідини в організмі людини. Тож через це, з точки зору фізіології людини, «космос» починається вже на віддалі 15-19 км від поверхні Землі. Атмосфера Землі на висоті від 12 до 50 км (в тропічних широтах 25-30 км, в помірних 20-25, в полярних 15-20) має так званий озоновий шар, що складається з молекул O3. Він має важливе значення в поглинанні небезпечного ультрафіолетового (УФ) випромінювання, тим самим захищаючи все живе на поверхні від згубного випромінювання. Атмосфера також зберігає тепло в нічний час, зменшуючи перепади температур.
Планетарний клімат — міра довгострокових станів погоди. На клімат планети впливають різні чинники, зокрема океанічні течії, поверхневе альбедо, парникові гази, зміна сонячної світимості і зміни орбіти планети. Згідно з висновками вчених, Земля в минулому зазнавала суттєвих змін клімату, зокрема були льодовикові періоди. Клімат регіону залежить від низки умов і насамперед від широти. Межі широт з подібними погодними ознаками, утворюють клімат регіону. Існує кілька таких регіонів, починаючи від екваторіального клімату і закінчуючи полярним кліматом південного і північного полюсів. На клімат також впливають сезони, які виникають внаслідок нахилу земної осі відносно площини орбіти. Через нахил, влітку або взимку одна частина планети отримує більшу кількість сонячної енергії за іншу. Це становище змінюється в міру того як Земля переміщується орбітою. В будь-яку мить часу, північна і південна півкулі мають протилежні сезони.
Земні погодні явища відбуваються майже винятково в нижній частині атмосфери (тропосфері) і слугують конвективним середовищем перерозподілу тепла. Океанічні течії є одним з найважливіших чинників, що визначають клімат, особливо великі підводні термохалінні циркуляції, які розподіляють теплову енергію від екваторіальних зон до полярних регіонів. Ці потоки допомагають пом'якшити температурні відмінності зими і літа в помірних зонах. Водночас, без перерозподілу теплової енергії за допомогою океанських течій і атмосфери, в тропіках було б набагато спекотніше, а в полярних місцинах — набагато холодніше.
Погода може мати як добрі, так і погані наслідки. Надзвичайні погодні умови, як-от буревії, торнадо, урагани і циклони можуть виділяти велику кількість енергії на шляху прямування і завдавати потужних руйнувань. Поверхнева рослинність розвинула залежність від сезонних змін погоди, і різкі зміни, що тривають лише кілька років, можуть зробити істотний вплив, як на рослинність, так і на тварин, котрі споживають рослинність в їжу.
Погода є безладним порядком, і вона легко змінюється внаслідок невеликих відхилень у довкіллі, тож через це точні передбачення погоди нині (2000 роки), обмежуються лише декількома днями. Зараз в усьому світі відбуваються здебільшого два напрямки зрушень: середня температура зростає і регіональний клімат завдяки цьому, зазнає помітних змін.

### Кліматичні пояси
Земна вісь нахилена відносно площини екліптики, і під час свого обертання навколо Сонця, Земля повертається до нього то одним, то іншим полюсом. Внаслідок цього, температура на поверхні Землі змінюється в широких межах від екватора до полюсів. Наука кліматологія вирізняє на поверхні Землі кліматичні пояси, для кожного з яких, існує властива область температур та їхні зміни з порами року.

## Вода
Вода — хімічна речовина, що складається з водню та кисню і потрібна для життєдіяльності всіх відомих форм життя. У звичайному розумінні термін вода співвідноситься тільки з рідкою формою або станами, однак речовина також має твердий стан (лід) і газоподібний — водяна пара. Вода покриває 71 % поверхні Землі і зосереджена переважно в океанах та інших великих водоймах. До того-ж приблизно 1,6 % води розташовано під землею у водоносних горизонтах і близько 0,001 % в повітрі у вигляді пари і хмар (утворених з твердих і рідких частинок води), а також атмосферних опадів. Океани містять 97 % поверхневих вод, льодовики і полярні шапки — близько 2,4 %, річки, озера і ставки — 0,6 % що залишилися. Водночас, незначна кількість води на Землі є в біологічних організмах і випущеній людиною продукції.

### Океани

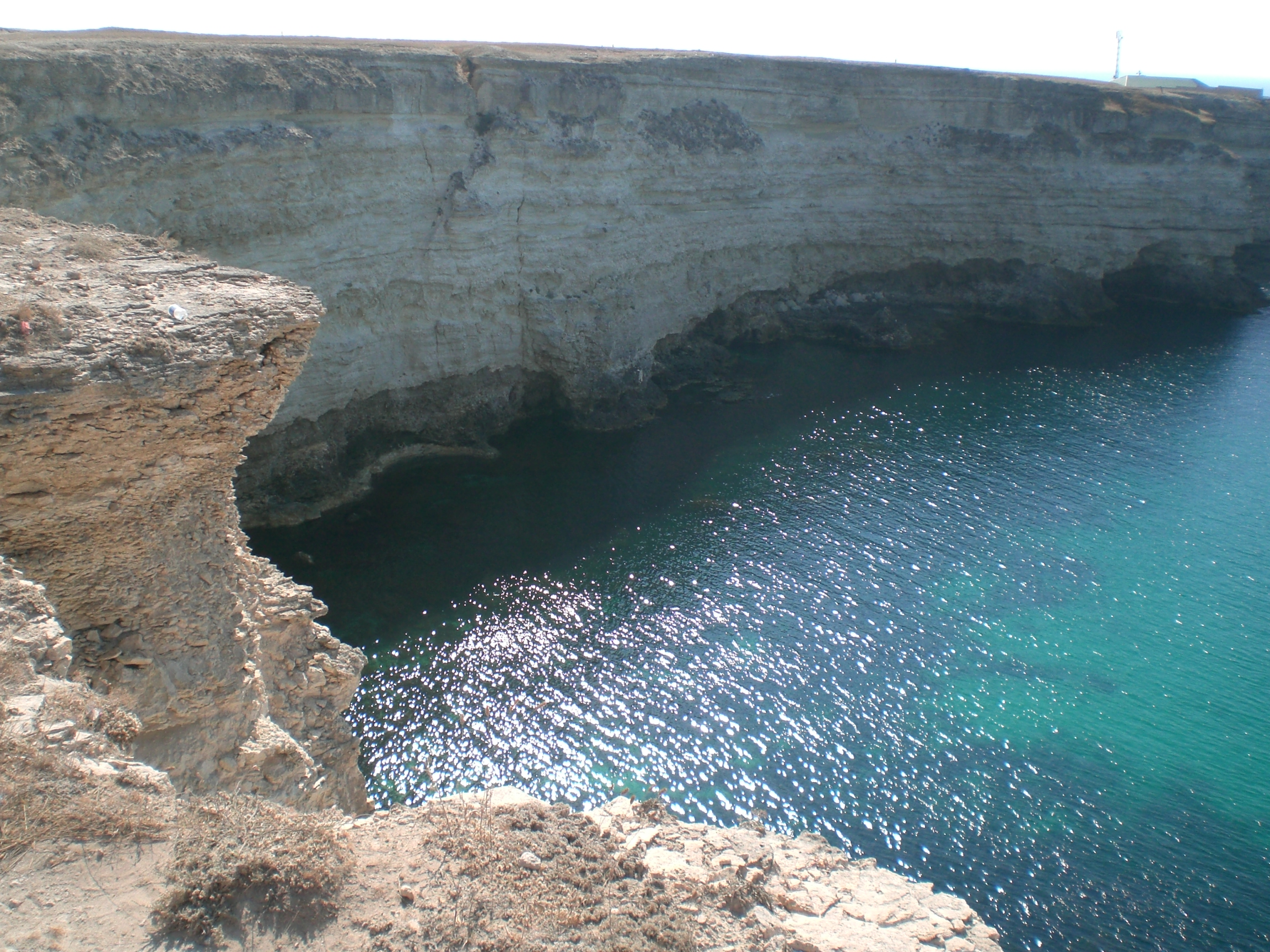
Мис Тарханкут — південна межа Каркінітської затоки

Океан вміщує основну масу солоної води Землі, а також є головною складовою гідросфери. Хоча загальновизнаним є поділ водного простору Землі на кілька окремих океанів, та разом вони складають один величезний, пов'язаний між собою масив солоної води часто званий Світовим океаном або загальним океаном. Близько 71 % поверхні Землі (площею 361 млн квадратних кілометрів) покрито Світовим океаном. Глибина на більшій частині терену Світового океану перевищує 3000 метрів, а середня солоність становить близько 35 частин на тисячу (ppt), тобто 3,5 %.
Основні межі океанів визначені континентами, різними архіпелагами та іншими критеріями. На Землі розрізняють такі океани (у порядку убування розміру): Тихий океан, Атлантичний океан, Індійський океан, Південний океан і Північний Льодовитий океан. Частини Світового океану, оточені сушею або підвищеннями підводного рельєфу називають морями, затоками, бухтами. На Землі також існують солоні водойми, які мають менший розмір і не пов'язані зі Світовим океаном. Два визначні приклади — це Аральське море і Велике Солоне озеро.

### Моря
Мо́ре — частина океану, яка відокремлена від нього суходолом, підвищеннями підводного рельєфу або островами. Моря, океани, або просто Світовий океан — це суцільне тіло солоної води загальним об'ємом приблизно 1332 000 000 кубічних кілометрів.
Моря забезпечують значні запаси їжі для людей, здебільшого риби, але також молюсків, ссавців та морських водоростей, виловлюваних рибалками чи вирощуваних під водою. Інші види використання моря людиною охоплюють: торгівлю, подорожі, видобуток корисних копалин, виробництво електроенергії, ведення війни та розважальні заходи, як-от плавання, вітрильний спорт та підводне плавання. Багато з цих видів діяльності призводять до забруднення морів. Море має важливе значення в людській культурі, воно часто присутнє в народних та естрадних піснях, літературі — принаймні, з часів Одіссеї Гомера, в морському мистецтві, кіно, театрі та класичній музиці.

### Озера

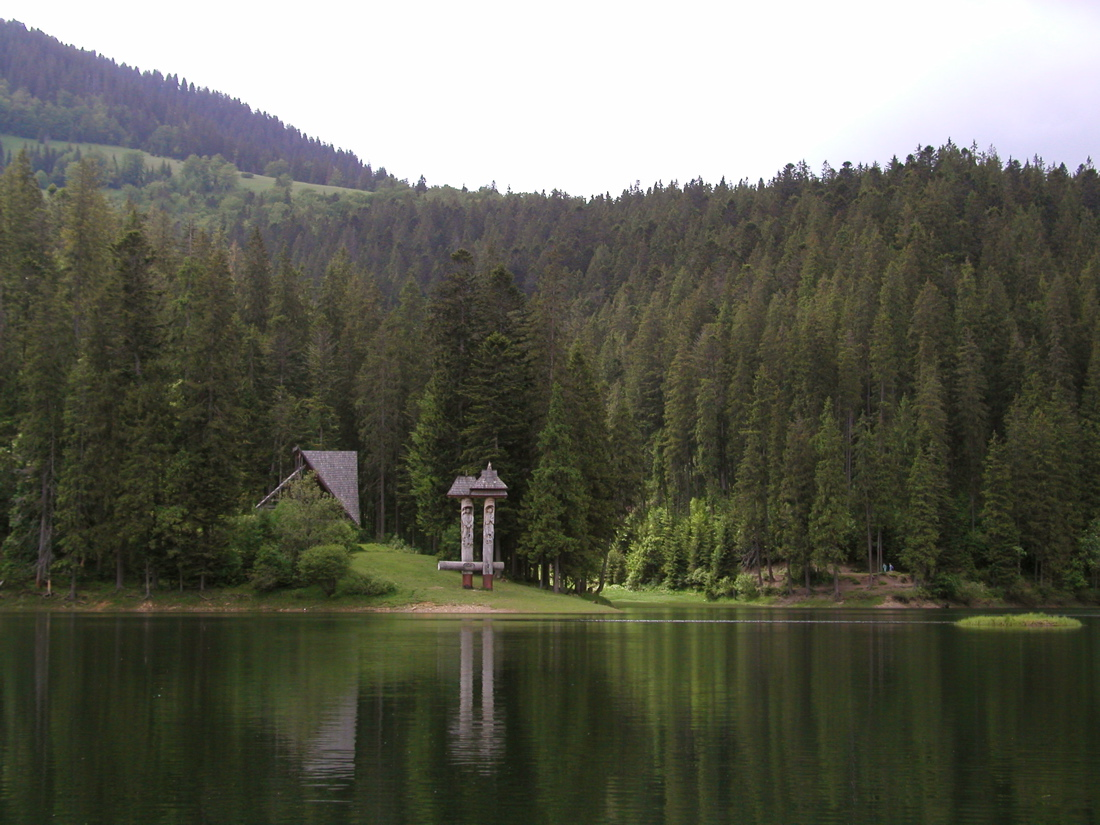
Озеро Синевир. Карпати. Україна.

Озеро — складова гідросфери, що являє собою природну або штучно створену водойму, заповнену в межах озерної чаші (озерного ложа) водою і яка не має безпосереднього з'єднання з морем (океаном). На Землі водойма вважається озером у тому разі, коли вона не є частиною Світового океану, водночас, воно більше і глибше за ставок, а також живиться водами річок. Єдиним відомим місцем, крім Землі, де здійснюється підживлення озер зовнішніми джерелами, є Титан — найбільший супутник Сатурна. На поверхні Титана науковцями виявлено озера етану, найімовірніше, змішаного з метаном. Зараз точно не відомі джерела підживлення озер Титана, проте його поверхня прорізана численними руслами річок. Природні озера на Землі, здебільшого, розташовані в гірських районах, рифтових зонах, а також в місцевостях з наявним або недавнім заледенінням. Інші озера розташовуються в безстічних місцинах або вздовж напрямку течії великих річок. У деяких частинах земної кулі, озера присутні у великій кількості внаслідок безладної структури дренажу, що залишилася з часів останнього льодовикового періоду. Всі озера є тимчасовими утвореннями за геологічними вимірами часу, оскільки вони будуть повільно заповнюватися відкладеннями.

### Ставки

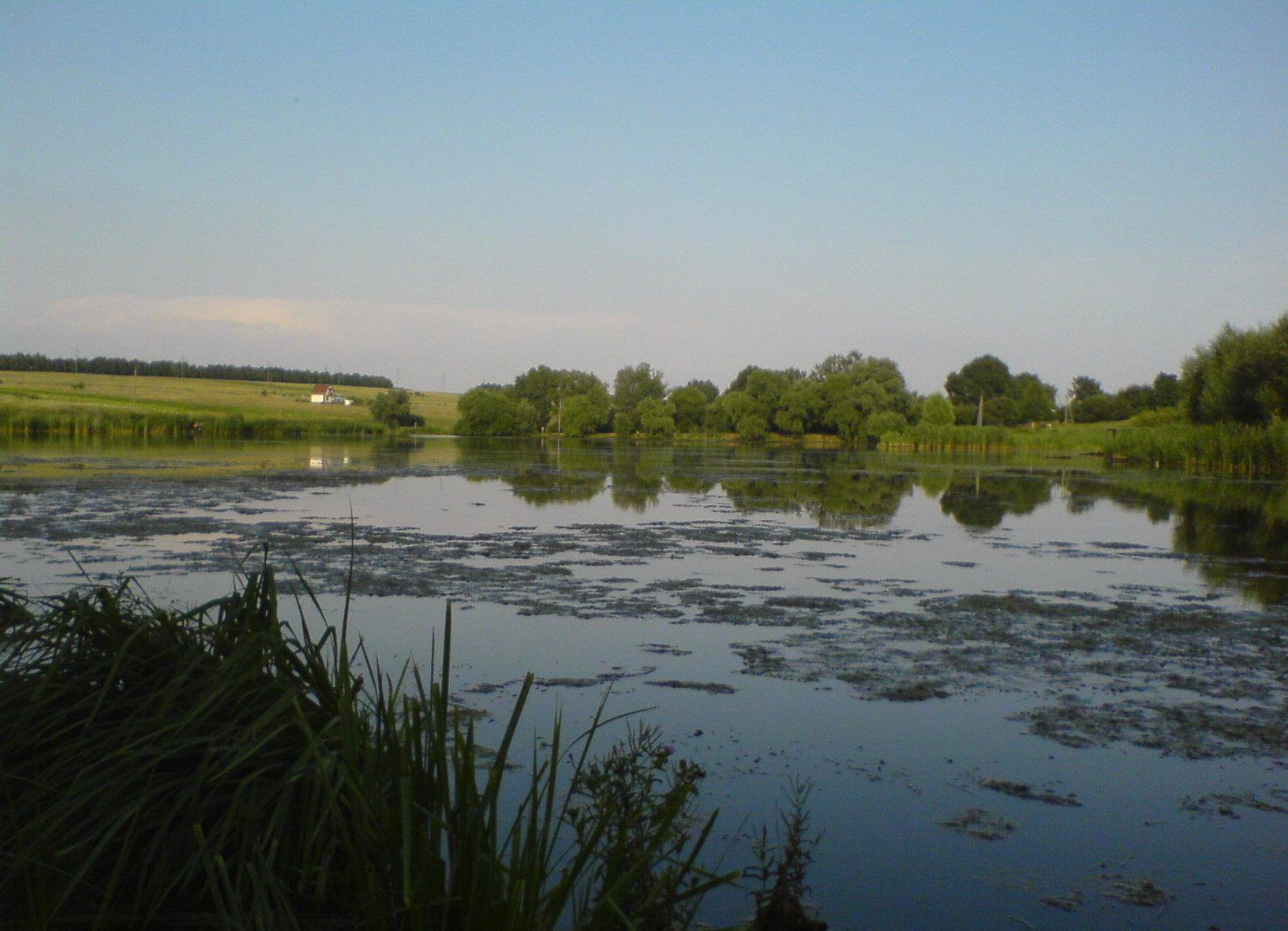
Джерелянський ставок, річка Люботинка, Харківщина

Ставок — водойма із непроточною водою, природного або штучного походження, розмірами, меншими, ніж у озера. Ставками є різноманітні штучні водойми: водні сади, призначені для естетичної приваби, рибні ставки, призначені для прибуткового розведення риби і сонячні ставки для зберігання теплової енергії. Ставки та озера відрізняються від струмків швидкістю течії води. Тоді як течії в струмках або річках легко спостерігати, ставки й озера мають дуже малі течії, викликані тепловим впливом, і помірні вітрові течії. Ці особливості відрізняють ставок від багатьох інших різновидів водойм, наприклад проточних або припливних басейнів.

### Річки

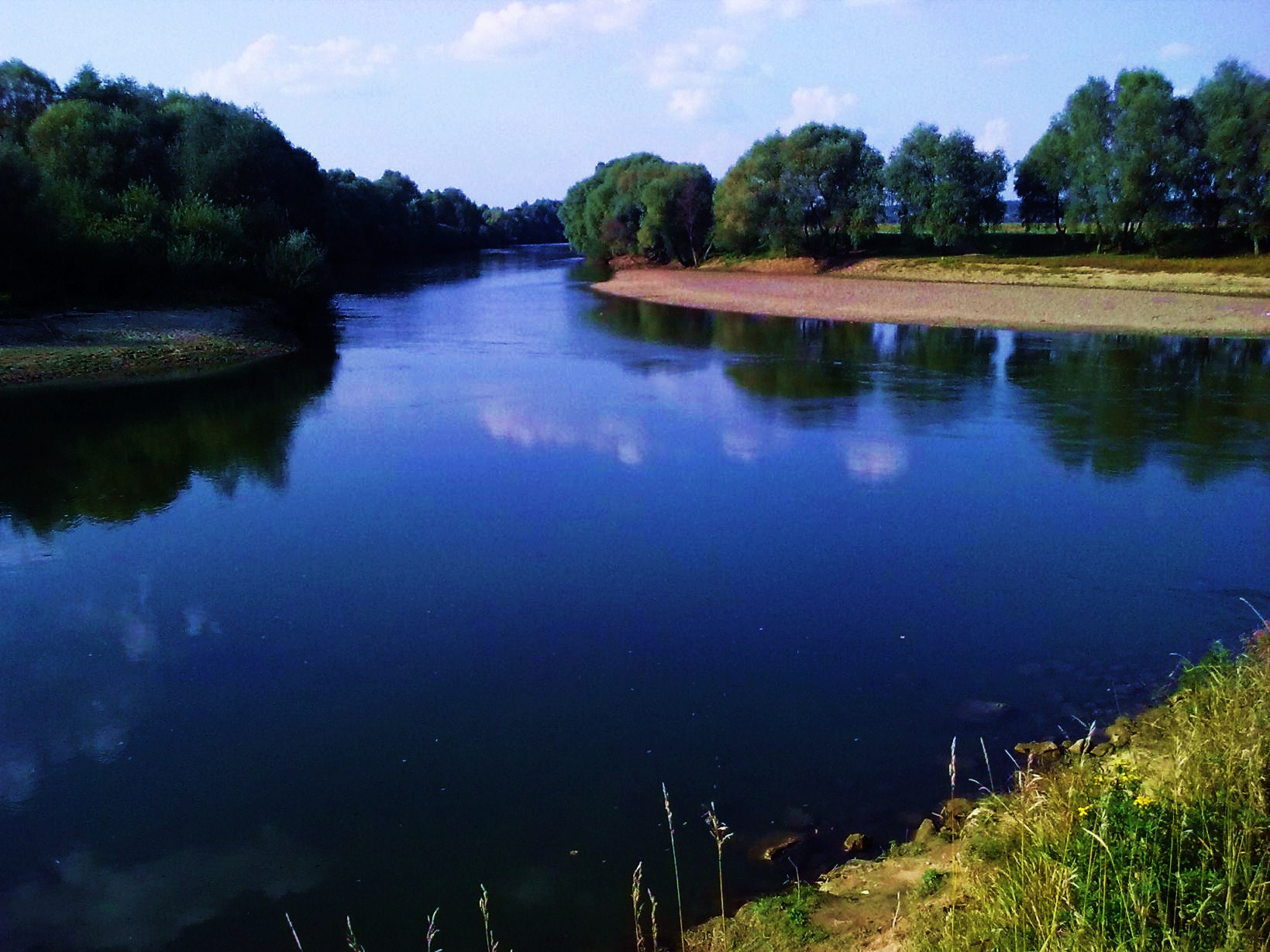
Місце злиття річок Стрий (ліворуч) та Дністер (праворуч) на захід від міста Ходорова

Річка — природний водний потік (водотік), який починається зазвичай з невеличкого витоку, тече у виробленому ним віками поглибленні — постійному природному річищі і згодом розвивається завдяки поверхневому та підземному стоку з його басейну. Зазвичай річка впадає в океан, море, озеро або іншу річку, але в деяких випадках вона може губитися в пісках або болотах, а також повністю пересихати, не досягнувши іншої водойми. Струмок, протока, джерело, ключ вважаються малими річками. Річка є частиною гідрологічного циклу. Вода в річках, здебільшого, збирається з опадів поверхневого стоку, танення природного льоду і снігових покривів, а також із підземних вод і джерел.

### Прото́ки
Протока — вузький водний простір, що поділяє ділянки суходолу та поєднує водні басейни (моря або озера); у міжнародному праві морські протоки стали доступними суднам усіх держав.

### Струмки
Струмок — невеликий водотік, зазвичай завширшки від декількох десятків сантиметрів до кількох метрів. Струмки важливі як канали в кругообігу води, у якості засобів глибинного дренажу, а також проходів для риб і міграцій в дикій природі. Біологічне середовище проживання в безпосередній близькості від струмків, називається прибережна зона. Враховуючи статус голоценового вимирання, яке зараз відбувається, струмки мають велике значення для з'єднання опосередкованих місць проживання і збереження біорізноманіття. Вивченням струмків і водних шляхів переймається поверхнева гідрологія яка є основною складовою екологічної географії.

## Жива природа

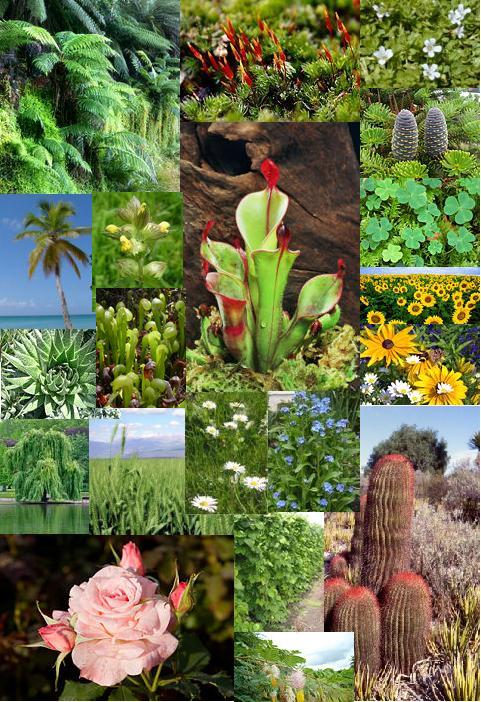
Флора

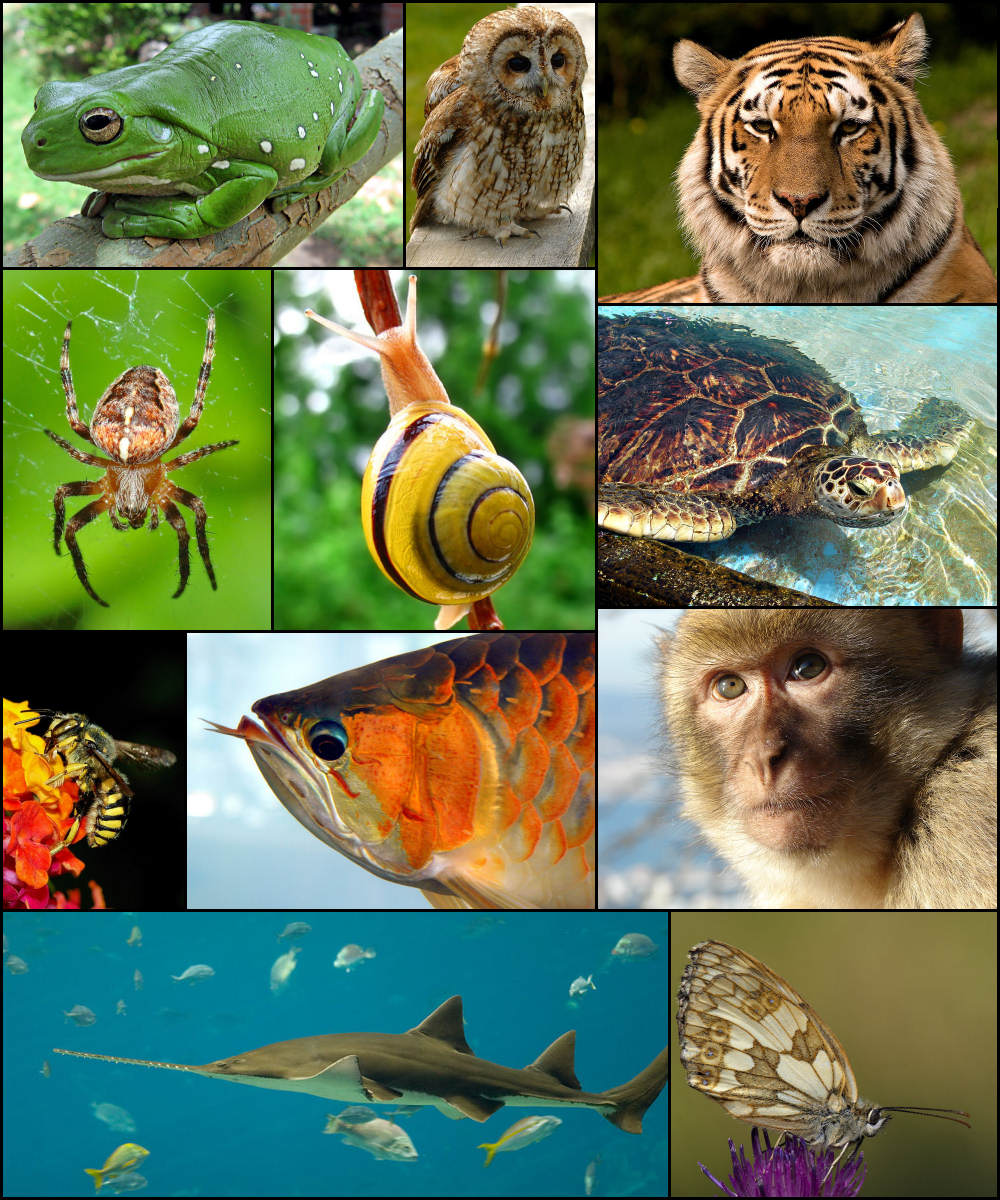
Фауна

Жива природа (життя, жива матерія) — це будь-яка сукупність організмів, що можуть існувати не лише на Землі, та (ймовірно) на інших планетах і космічних тілах. Жива матерія відзначається основоположними законами відтворення та передавання генетичної інформації. Головними ознаками живого, є впорядкованість (клітинна будова, окрім вірусів), метаболізм (активний обмін речовин), пристосування та відтворення.
Жива матерія охоплює: генетично-молекулярний, клітинний, тканинний, організмовий, популяційно-видовий, екосистемний і біосферний рівні утворення живого, які поєднані між собою процесами обміну матерії й енергії та підлягають принципу емерджентності.
Життя на Землі з'явилось приблизно 3,8 млрд років тому. Існує кілька гіпотез виникнення земного життя, з яких найпоширенішою є ймовірність самозародження. Припускається, що перші організми були побудовані винятково на базі РНК — гіпотеза світу РНК, — без участі ДНК та білків, які розвинулись згодом, впродовж еволюції.
Єдина відома на сьогодні форма життя ґрунтується на полімерах чотиривалентного карбону, де прикладну діяльну частину становлять білки, структурну й енергетичну — вуглеводи та жири, відтворювальну — нуклеїнові кислоти..
Живі організми разом із середовищем їхнього існування, породжують складні утворення — екосистеми, які у планетарному вимірі об'єднуються у біосферу із широтною та висотною зональністю. На сьогоднішній день відомою є лише одна біосфера — земна. Передбачається можливість існування біосфер на інших планетах.
Усі земні живі істоти походять від спільного предка, який виник близько 3,8-4 млрд років тому і поділяються на чотири великі домени: Евбактерії, Археї, Евкаріоти та Віруси.
Життя отримує енергію здебільшого від Сонця, засвоюючи її завдяки фотосинтезу, який також супроводжується захопленням (фіксацією) вуглецю з атмосфери. Важливе значення стосовно цього, має вода. Бактерії та зелені рослини перебувають на початку харчових ланцюжків. Від них енергія та біологічні речовини передаються тваринам, які зі свого боку, поділяються на травоїдних і хижаків.
Кожен біологічний вид має власний ареал (розповсюдження), залежно від кліматичних умов. Живі організми, що проживають на певних ділянках, утворюють біоценози: степи, ліси, тундри, пустелі тощо, в яких між ними встановлюються тісні взаємозв'язки.

### Ознаки живої матерії
Усі живі організми відзначаються низкою ключових показників, за якими їх відрізняють від неживих об'єктів. Зокрема, сюди приналежні такі ознаки живої матерії:
- Внутрішня структурованість. Живим організмам притаманна упорядкованість внутрішніх структур та процесів. Структурованість будови проявляється у наявності окресленої клітинної (у клітинних форм життя) будови та її внутрішніх органел і компартментів з розподілом між ними упорядкованих, почергових метаболічних шляхів і циклів. У неклітинних нуклеїнових форм живих організмів структурованість проявляється у впорядкованості комплексів нуклеїнових кислот (віроїди, транспозони) з білками та цукрами (віруси). У білкових неклітинних форм життя — четвертинною структурою білків (пріони).
- Метаболізм — це сукупність безперервних біохімічних перетворень — біологічного окислення (аеробне, анаеробне) органічних речовин, з вивільненням енергії, яку використовують для підтримання процесів життєдіяльності та побудови організму.
- Гомеостаз — це властивість живого організму підтримувати сталість внутрішньої структурованості та процесів обміну речовин..
- Розмноження — це біологічний процес, за допомогою якого утворюються нові живі організми.
- Спадковість — це здатність живої матерії передавати від батьків до нащадків основні ознаки зовнішньої та внутрішньої будови, біохімічних особливостей і фізіологічних функцій.
- Подразливість — це здатність живого організму переходити зі стану фізіологічного спокою до діяльного стану у відповідь на дію будь-якої сили, яку називають подразником, процес дії цієї сили — подразненням, а відповідь на нього — біологічною реакцією.
- Адаптація (пристосовність) — це особистісна або гуртова властивість живих організмів, що проявляється у вигляді реакції у поведінці організму, перебудові фізіологічних процесів або набутті нових анатомічних структур, які розвинулись за певний проміжок часу (недовгочасний або впродовж еволюції) так, що підвищили виживання та репродуктивний успіх певного організму або виду.
- Еволюція — це групова властивість живих створінь до їхнього історичного безупинного розвитку, що проявляється у якісних та кількісних змінах генофонду популяцій, набутті нових адаптацій, утворенням та вимиранням видів, перетворенням екосистем та біосфери.

### Рівні організації живої матерії
Рівень організації живої матерії — це сукупність кількісних та якісних показників певної біологічної системи (клітина, організм, популяція тощо), що окреслюють умови та межі її існування. Сукупність рівнів організації утворює ієрархічну «драбину» живого. Об'єднання рівнів підпорядкованості живого, відбувається за принципом емерджентності — об'єднання цілісних одиниць нижчого рівня ієрархії, супроводжується появою нових якісних ознак системи вищого рівня організації (клітини об'єднуються у тканини; організми одного виду утворюють популяцію, тощо).
Вирізняють такі основні рівні організації живої матерії:

#### Молекулярно-генетичний рівень

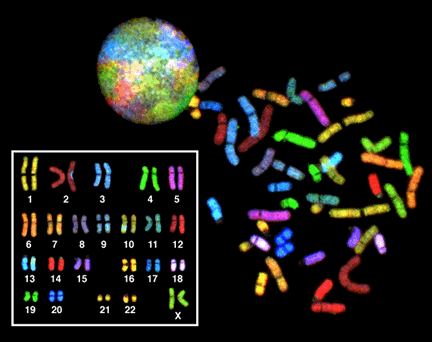
Хромосоми — приклад молекулярно-генетичної організації живого

Молекулярно-генетичний рівень живого — це сукупність інформаційно-каталітичних взаємодій біополімерів, які забезпечують збереження, обробку та передавання спадкової інформації у часі від материнського до дочірнього носіїв. Основним носієм спадкової інформації земних живих істот є ДНК, як виняток віроїди та РНК-вмісні віруси, у яких цю роль виконує РНК. Незрозумілою залишається схема передавання спадкової інформації лише у пріонів, які являють собою білок, і не містять нуклеїнових кислот.
Молекулярна організація живих систем являє собою цілу низку безперервних біохімічних циклів, які спрямовано на синтез енергії у вигляді АТФ з подальшою її витратою на реплікацію ДНК (РНК).

#### Клітинний рівень

Макромолекули та їх агрегації об'єднуються у клітину (схема будови евкаріотичної клітини) 1. Ядерце. 2. Клітинне ядро. 3. Рибосома. 4. Везикула. 5. Шорсткий ендоплазматичний ретикулум. 6. Комплекс Ґольджі (або «тіло Ґольджі»). 7. Цитоскелет. 8. Гладкий ендоплазматичний ретикулум. 9. Мітохондрія. 10. Вакуоля. 11. Гіалоплазма. 12. Лізосома. 13. Центріоль

Клітина є якісно новим рівнем організації живого, який об'єднує усі біохімічні та генетичні цикли в єдину систему, розмежовану із зовнішнім середовищем. Ця система є базовою структурно-функціональною одиницею живої матерії (виняток — неклітинні форми), яка здатна самостійно відтворюватися.
Клітини усіх живих організмів поділяються на евкаріотичні — ті, що містять морфологічно відокремлене ядро із генетичною інформацією, та прокаріотичні — ті, які не мають морфологічно відокремленого ядра.

#### Тканинний рівень

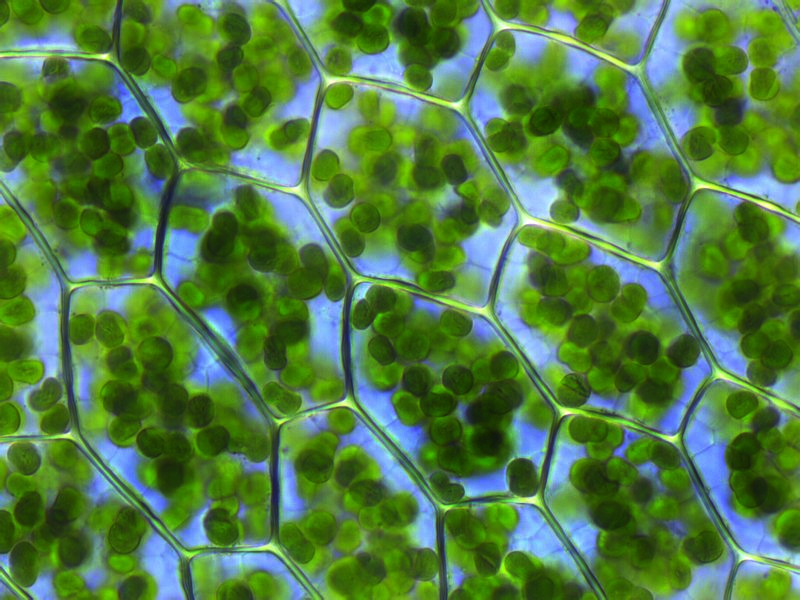
Клітини об'єднуються у тканини (асиміляційна тканина рослин)

Клітини об'єднуються у тканини, де виконують спільні завдання. Водночас, клітини у тканині втрачають притаманні їм риси, що відбувається під час диференціації та призводить до їх зосередження на виконанні якоїсь однієї або небагатьох суворо визначених функцій (нейрони — проводять електричні імпульси, міоцити — скорочуються, еритроцити — пересувають кисень тощо). Для клітин тканин властива гуртова поведінка, яка проявляється в однакових діях: отриманні, обробці та відповіді на сигнали із зовнішнього середовища. Клітини тканини взаємодіють між собою за посередництва медіаторів і плазмодесм.

#### Організмовий рівень

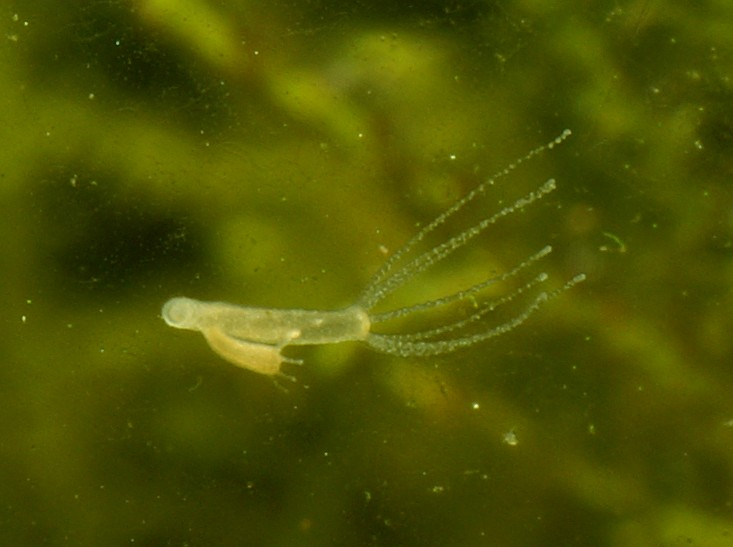
Тканини і органи утворюють організм (гідра)

Організм — це елементарна біологічна система існування окремих особин, незалежно від форми їх організації (неклітинні, одноклітинні, багатоклітинні). Одна із основних властивостей життя — розмноження, — можливе лише на організмовому рівні улаштування живої матерії. Життя проявляється винятково у реальному існуванні окремих організмів.
Організмовий рівень організації життя може збігатися із будь-яким із «доорганізмових» (організми вірусів існують на молекулярно-генетичному рівні; археїв — на клітинному; кишковопорожнинних — на тканинному, тощо).
Для більшості багатоклітинних тварин, зокрема губок, кишковопорожнинних та реброплавів, організмовий рівень утворення передбачає об'єднання тканин в органи (нервова тканина створює нервові волокна та мозок), окремих органів — у системи органів (головний, спинний мозки, нерви складають нервову систему), системи органів — в організм (нервова, травна, кровоносна, дихальна, видільна та інше — об'єднуються в живу істоту).

#### Популяційно-видовий рівень

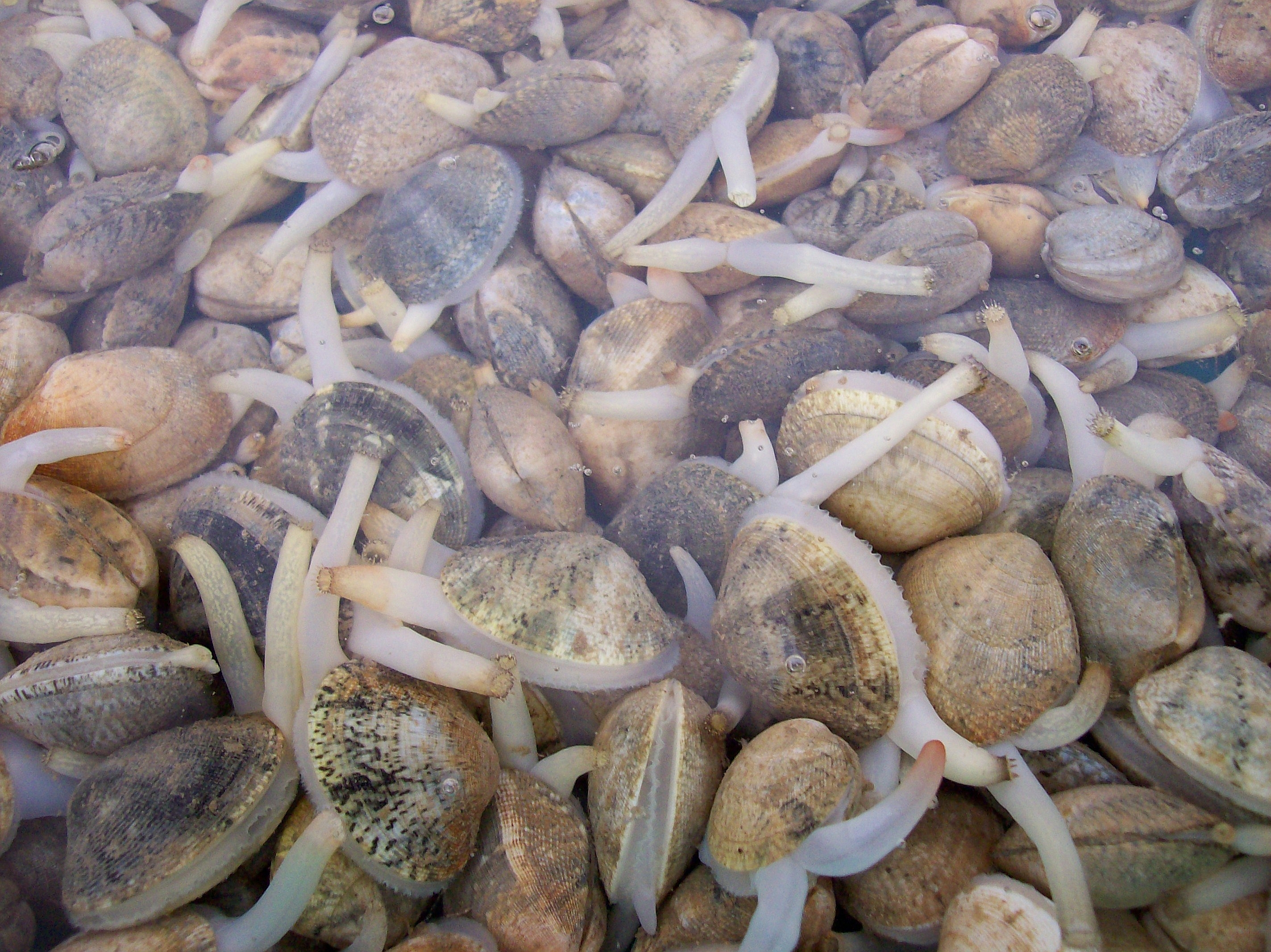
Генетично і морфологічно подібні організми становлять популяцію

Популяційно-видовий рівень організації живої матерії ґрунтується на визначеннях популяції та виду. Популяція — це будь-яка сукупність генетично і морфологічно близьких особин, приналежних до одного виду, які заселяють визначену територію, вільно схрещуються між собою та дають здатне до розмноження потомство. Популяція є найпростішою одиницею еволюції. Вид — це сукупність усіх популяцій генетично і морфологічно близьких особин, які розселені в межах певного ареалу, і між якими існують потоки генів.
Популяційно-видовий рівень організації живої матерії відзначається вільним обміном спадковою інформацією між подібними окремими організмами. Це єдиний рівень взаємодії між організмами, який забезпечує вертикальне перенесення генів — від батьків до дітей.
Популяційно-видовий рівень організації живої матерії забезпечує елементарні процеси еволюції, зокрема мікроеволюції.

#### Екосистемний рівень

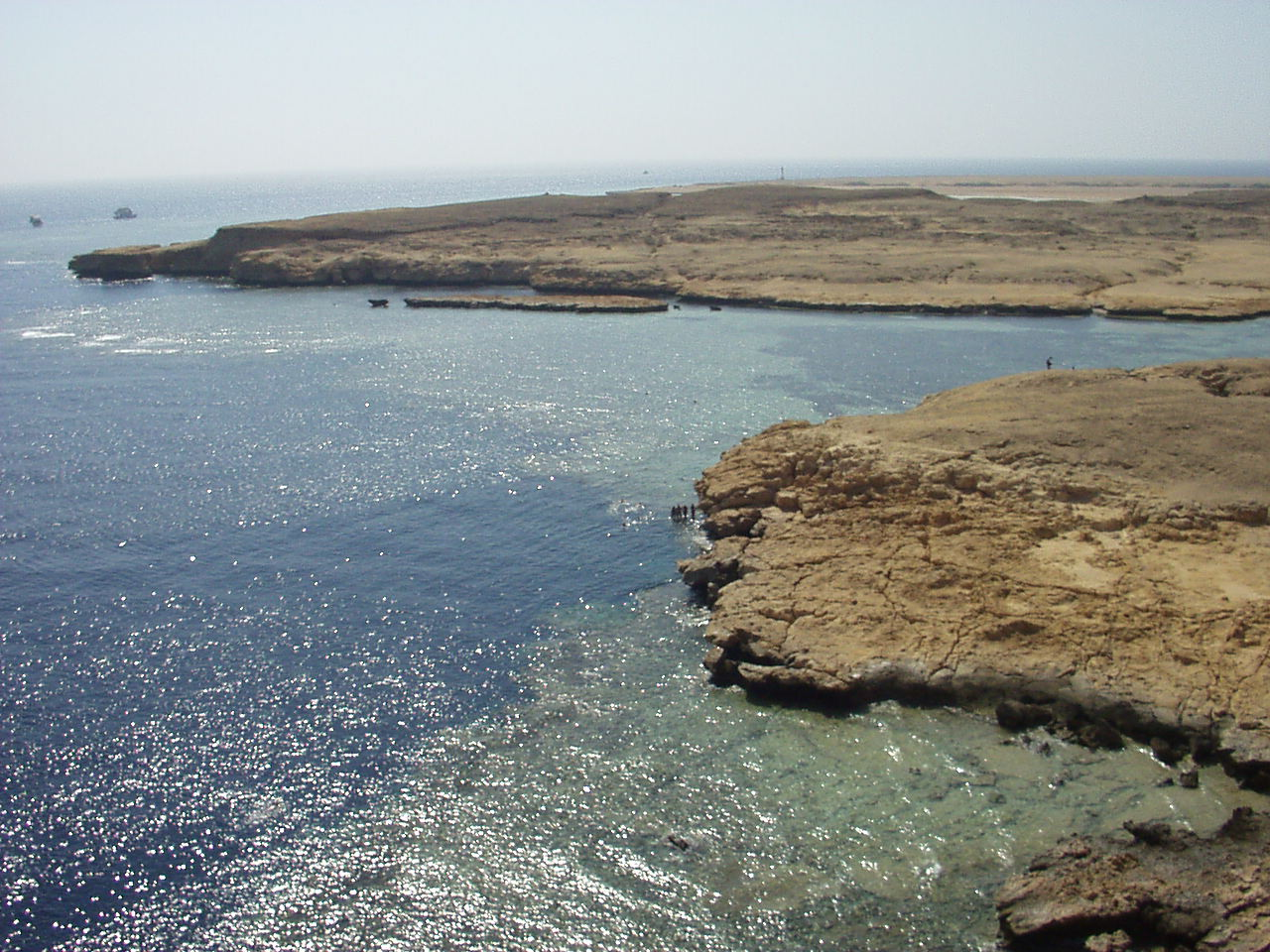
Популяції різних видів об'єднуються у екосистеми. (Екосистема коралового рифу, Червоне море, Єгипет)

Популяції різних видів, які співіснують на одній території, об'єднуються на основі гетеротипових взаємодій, утворюючи екосистемний рівень організації живої матерії. До таких взаємодій належать: міжвидова конкуренція, алелопатія, мутуалізм (симбіоз), прото- та кооперація, хижацтво, паразитизм та інші. Окрім міжвидових стосунків, угруповання популяцій взаємодіє із середовищем, перебуваючи під впливом абіотичних екологічних факторів (інсоляція, температура, зволоження та інше), і змінює його відповідно до власних потреб (ґрунтоутворення, створення мікроклімату тощо).
Екосистемний рівень організації побудований на функціональних блоках продуцентів, консументів та редуцентів, які забезпечують постійні потоки енергії та матерії через трофічні ланцюги та мережі. Продуценти (фото- та хемосинтетики), використовуючи абіотичні джерела енергії (світло, хімічні зв'язки), утворюють первинну біомасу, яка споживається консументами різних порядків. Відмерлі продуценти та консументи, їхні частини, а також продукти їхньої життєдіяльності розкладаються редуцентами до простих хімічних сполук (H2O, CO2, NH3 тощо).
Найпростішою одиницею екосистемного рівня організації є консорція, у центрі якої знаходиться вид-детермінант, із пов'язаними з ним видами-консортами приналежними до концентрів різних порядків.
Екосистемний рівень організації живої матерії є рушієм коеволюційних процесів, ґрунтованих на міжвидових взаємодіях.

#### Біосферний рівень

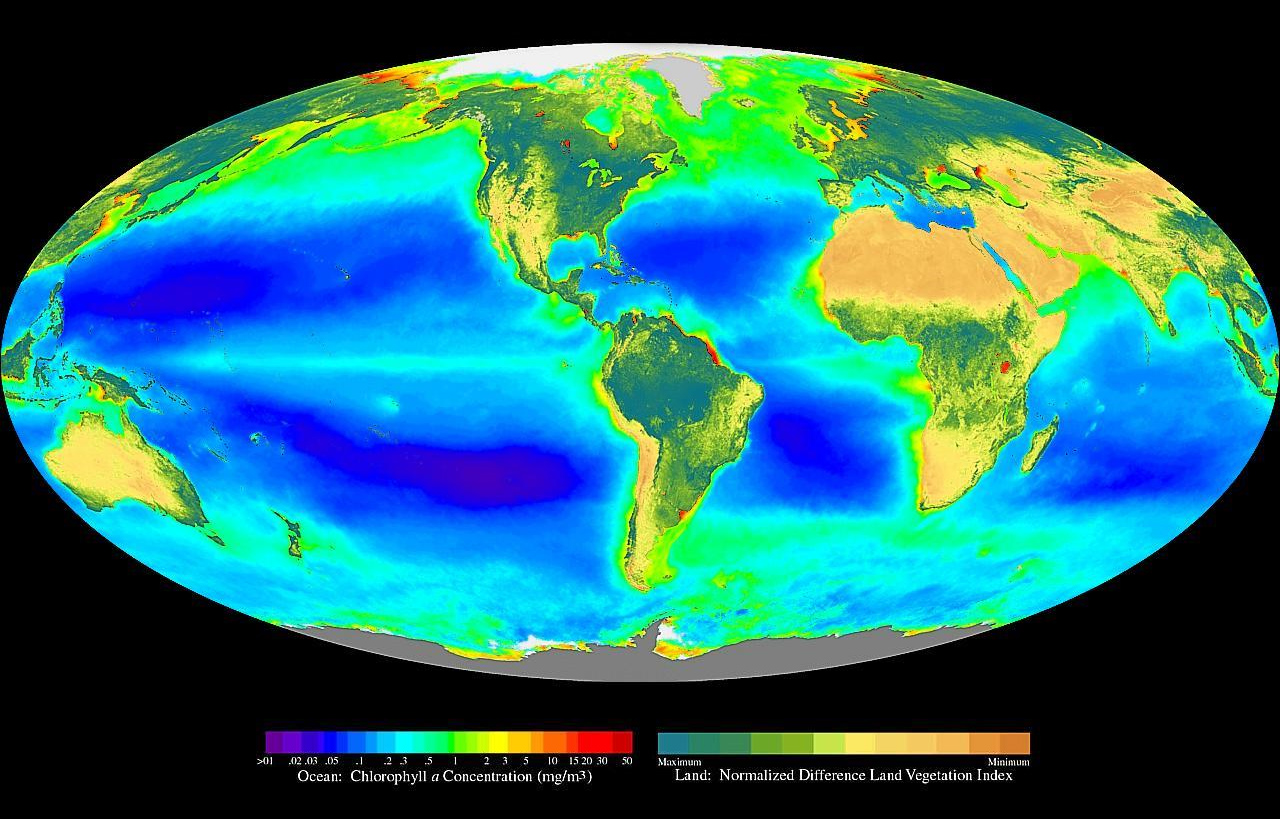
Біосферний розподіл первинної біомаси у морських (хлорофіл А у мг/м^{3}) та суходільних (нормована різниця індексу рослинного покриву) екосистемах впродовж 1997—1998 рр. (несправжні кольори)

Біосферний рівень організації живої матерії — це сукупність усіх екосистем планети, які пов'язані між собою всеохопними геохімічними циклами, океанічними та атмосферними циркуляціями.
Для цього рівня організації живого властива агрегація однотипних екосистем, з утворенням біому — природної зони. Біоми чітко розподілені на поверхні планети у глобальному кліматичному градієнті.
Розрізняють вісім основних суходільних біомів: тундра, тайга, листопадні ліси помірного клімату, вічнозелені широколистяні субтропічні ліси, степи, пустелі, савани та тропічні дощові ліси. Окрім них, вирізняють ще шість проміжних біомів: полярні льоди, високогір'я, чапарель, вічнозелені теплі вологі ліси, тропічні мусонні ліси та напівпустелі.
В океанах розрізняють три основні середовища: нерична, пелагіальна та бентична зони. За освітленістю — два середовища: фотична й афотична зони.
Біосфе́ра (дав.-гр. βιος — життя та σφαῖρα — куля) — природна підсистема географічної оболонки, що являє собою всеосяжну планетарну екосистему (населену живими організмами). Маса біосфери — близько 0,05 % маси Землі.

### Структура біосфери
Біосфера охоплює нижні шари атмосфери до висоти близько 11 км, всю гідросферу і верхній шар літосфери до глибини 3-11 км на суші й 0,5-1,0 км під дном океану. Товщина біосфери на полюсах Землі близько 10 км, на екваторі — 28 км.
Атмосфера Землі — найлегша оболонка Землі, що межує з космічним простором; крізь атмосферу здійснюється обмін речовини й енергії з космосом. Переважні елементи хімічного складу атмосфери: азот — N2 (78 %), кисень — O2 (21 %), аргон — Ar (1 %), вуглекислий газ — CO2 (0,03 %).
Гідросфера — водяна оболонка Землі. Внаслідок високої рухливості, вода проникає повсюдно в різні природні утворення, навіть найчистіші атмосферні води містять від 10 до 50 мг/л розчинних речовин. Переважні елементи хімічного складу гідросфери окрім власне води: йони натрію — Na+, магнію — Mg2+, кальцію Ca2+, хлору — Cl−, сірка — S, вуглець — C. Найважливіша роль у житті живих організмів належить таким елементам, як азот — N, фосфор — P, калій — K, магній — Mg та сірка — S, що засвоюються ними. Головною особливістю океанічної води є те, що основні іони відзначаються постійним співвідношенням у всьому обсязі світового океану.
Літосфера — зовнішня тверда оболонка Землі, котра складається з осадових і магматичних порід. Поверхневий шар літосфери, у якому здійснюється взаємодія живої матерії з мінеральною (неорганічною), являє собою ґрунт. Залишки організмів після розкладання переходять у гумус (родючу частину ґрунту). Складовими частинами ґрунту слугують мінерали, органічні речовини, живі організми, вода, гази. Педосфера — ґрунтова оболонка планети, повністю просякнута живими організмами та складається з продуктів їх життєдіяльності. Переважають тут елементи хімічного складу літосфери: кисень — O, кремній — Si, алюміній — Al, залізо — Fe, кальцій — Ca, магній — Mg, натрій — Na, калій — K.

### Мікроорганізми
Мікроорганізми або мікроби — мікроскопічні організми, тобто занадто маленькі, щоби бути видимими неозброєним оком. Вивчення мікроорганізмів здійснює мікробіологія. Мікроорганізми можуть бути бактеріями, археями, грибами або деякими іншими (ніж грибами) еукаріотами, але не вірусами або пріонами, бо останні загалом класифікуються як неживі, хоча мікробіологія вивчає і ці об'єкти. Мікроорганізми часто описуються як одноклітинні організми; проте, деякі одноклітинні бактерії або протісти видимі неозброєним оком, а деякі багатоклітинні види — мікроскопічні.
Мікроорганізми живуть майже усюди на Землі, де є рідка вода, зокрема у вологому ґрунті, у гарячих джерелах, у верхніх шарах океанської води і глибоко усередині скель в межах земної кори. Мікроорганізми надзвичайно важливі для харчового ланцюжка в природі, особливо переробки поживних речовин в усіх екосистемах. Оскільки деякі мікроорганізми можуть також фіксувати азот, вони — важлива частина азотного циклу. Проте, патогенні мікроби можуть вторгатися до інших організмів і викликати хвороби.

### Рослини
Росли́ни — царство живих організмів. Назва була запропонована 1981 року, щоби відрізнити представників царства від попереднього визначення рослин, які до того не створювали монофілетичну групу. Також царство відоме під назвою Chlorobionta або група Chlorophyta/Embryophyta. Більшість членів царства були внесені до царства Рослини (Plantae) в 1866 Ернстом Геккелем. Представники царства — автотрофні організми, для яких визначальною є здатність до фотосинтезу та наявність щільної клітинної оболонки, яка утворена здебільшого целюлозою. Запасною речовиною у рослин є, здебільшого, крохмаль. Рослини є першою ланкою всіх харчових ланцюжків, таким чином від них залежить життя тварин. Вони є джерелом більш як десяти тисяч біологічно активних речовин, котрі діють на організм людини та тварин, зокрема при вживанні у їжу.
Вивченням рослин переймається ботаніка.

#### Біологічна класифікація рослин
Царство рослин налічує понад 1000 тисяч видів. Усі рослини поділяються на 2 відділи: Справжні зелені водорості (Chlorophyta), до яких відносять більшість зелених водоростей, і силіконові (Streptophyta), до якого відносять деякі складніші зелені водорості та всі наземні рослини.
Раніше, до нижчих рослин відносили також слизовики, гриби, всі водорості: діатомові, бурі, червоні та евгленові, але останні класифікації виділяють перші два до царства Гриби, а решта залишається некласифікованою (їх інколи відносять до царства Найпростіші).
- відділ Зелені водорості (Chlorophyta)
  - клас Chlorophyceae (наприклад хламідомонада, вольвокс)
  - клас Pedinophyceae
  - клас Prasinophyceae
  - клас Trebouxiophyceae (наприклад хлорела)
  - клас Ulvophyceae

- відділ Вищі рослини (Streptophyta)
  - клас Chlorokybophyceae
  - клас Klebsormidiophyceae
  - клас Mesostigmatophyceae
  - клас Zygnemophyceae
  -  — Streptophytina
    - клас Charophyceae
    - клас Coleochaetophyceae
    -  — Ембріофіти (Embryophyta) (наземні рослини)
      -  — Антоцеротофіти (Anthocerotophyta)
      -  — Мохи, Бріофіти (Bryophyta)
      -  — Печіночники, Маршанціофіти (Marchantiophyta)
      -  — Судинні рослини (Tracheophyta)
        -  — Плауноподібні, Лікоподіофіти (Lycopodiophyta)
          - клас Ізоетопсиди (Isoetopsida)
          - клас Плауноподібні, Лікоподіопсиди (Lycopodiopsida)

        -  — Euphyllophyta
          -  — Moniliformopses
          -  — Насінні (Spermatophyta)
            -  — Хвойні (Coniferophyta)
            -  — Гінкгоподібні (Ginkgophyta)
            -  — Саговникоподібні (Cycadophyta)
            -  — Гнетоподібні (Gnetophyta)
            -  — Покритонасінні, Магноліофіти (Magnoliophyta)

- Мохоподібні
  - Печіночники (маршанція)
  - Клас Мохи (зозулин мох, сфагновий мох).
  - Відділ Папоротеподібні
    - Різноспорові папоротеподібні: сальвінія плаваюча, марсилія чотирилиста.
    - Рівноспорові папоротеподібні: щитник чоловічий, безщитник жіночий, багатоніжка звичайна, орляк.

  - Відділ Хвощеподібні
    - Хвощ польовий, хвощ болотний, хвощ лучний.

  - Відділ Плауноподібні.
    - Плаун булавоподібний.

- Насінні
  - Відділ Голонасінні.
    - Гінкго дволопатевий.
    - Хвойні, або шишконосні: сосна, ялина, ялиця, модрина, туя, ялівець, тис, кедр, кипарис, секвоя.

  - Відділ Покритонасінні, або Квіткові.
    - Одно-, дво- і багаторічні рослини.
    - Вічнозелені й листопадні рослини.

  - Клас Дводольні, або Магноліопсиди.
    - родини: Березові, Букові, Горіхові, Гірчакові, Лататтєві, Вербові, Вересові, Бобові, Кленові, Хрестоцвіті, Гарбузові, Айстрові, Розові, Пасльонові, Селерові, Омелові, Виноградні, Лободові, Кропив'яні, Конопляні

  - Клас Однодольні, або Ліліопсиди.
    - родини: Злакові, Осокові, Орхідейні.

### Тварини
Твари́ни (Animalia) — царство переважно багатоклітинних еукаріотичних (ядерних) організмів, однією з найголовніших ознак якого є гетеротрофність (тобто, споживання готових органічних речовин) та здатність активно рухатись. Однак тварини не завжди ведуть активний спосіб життя і є гетеротрофами. У клітинах тварин (як і інших еукаріотів) міститься сформоване ядро. До тварин належать ссавці, птахи, риби, комахи, павукоподібні, молюски, морські зірки, черви тощо. До царства тварин не належать рослини та гриби — теж великі (але не єдині) царства еукаріотів.
Тварини належать до еукаріотів (в клітинах є ядра). Визначальними ознаками тварин вважаються: гетеротрофність (харчування готовими органічними сполуками) та здатність активно пересуватися. Втім, існує чимало тварин, що ведуть нерухомий спосіб життя, а гетеротрофність властива також грибам і деяким рослинам-паразитам.
У побуті часто під словом тварини розуміються лише чотириногі наземні хребетні (ссавці, плазуни та земноводні). У науці за терміном «тварини» закріплено широке значення, що відповідає латинському Animalia (див. вище). Отже кажуть, що до тварин, крім ссавців, відноситься безліч інших організмів: риби, птахи, комахи, павукоподібні, молюски, морські зірки, всілякі черв'яки тощо. Людина стосується царства тварин, але зазвичай розглядається окремо — навіть професійні біологи вживають вислови «тварини і людина» або «тварини, зокрема людина».
Водночас, раніше до цього царства відносили багатьох гетеротрофних найпростіших і поділяли тварин на підцарства: одноклітинні Protozoa і багатоклітинні Eumetazoa. Зараз назва «тварини» в таксономічному сенсі закріпилася за багатоклітинними. В такому розумінні тварини як таксон мають певніші ознаки — для них властиві оогамія, багато-тканинна будова, наявність щонайменше двох зародкових листків, стадій бластули і гаструли в зародковому розвитку. У переважної більшості тварин є м'язи і нерви, а не мають їх групи — губки, пластинчасті, мезозою, кнідоспоридії — які можливо, втратили їх вдруге.
Тепер (2010-і роки) на Землі налічується майже 45 тисяч хребетних і 5-8 мільйонів видів безхребетних тварин, із яких описано тільки 1,5 млн видів.
- Підцарство Первинні багатоклітинні (Prometazoa)
  -     -       - Тип Губки (Porifera)
      - Тип Пластинчасті (Placozoa)
- Підцарство Справжні багатоклітинні (Eumetazoa)
  - Розділ Кишковопорожнинні (Coelenterata)
    -       - Тип Кнідарії (Cnidaria)
      - Тип Реброплави (Ctenophora)

  - Розділ Двобічно-симетричні (Bilateralia)
    - Підрозділ Первиннороті (Protostomia)
      - Тип Ацеломорфи (Acoelomorpha)
      - Тип Прямоплави (Orthonectida)
      - Тип Дицієміди (Dicyemida)
      - Тип Плоскі черви (Platyhelminthes)
      - Тип Немертини (Nemertina)
      - Тип Черевовійчасті черви (Gastrotricha)
      - Тип Гнатостомуліди (Gnathostomulida)
      - Тип Мікрощелепні (Micrognathozoa)
      - Тип Коловертки (Rotatoria)
      - Тип Акантоцефали, або Колючеголові черви (Acanthocephala)
      - Тип Головохоботні (Cephalorhyncha)
      - Тип Внутрішньопорошицеві (Entoprocta)
      - Тип Нематоди, або Круглі черви (Nematoda)
      - Тип Волосові (Nematomorpha)
      - Тип Цикліофори (Cycliophora)
      - Тип Молюски (Mollusca)
      - Тип Сипункуліди (Sipunculida)
      - Тип Кільчасті черви (Annelida)
      - Тип Ехіури (Echiura)
      - Тип Тихоходи (Tardigrada)
      - Тип Первиннотрахейні (Onychophora)
      - Тип Членистоногі (Arthropoda)
      - Тип Фороніди (Phoronida)
      - Тип Мохуватки (Ectoprocta)
      - Тип Плечоногі (Brachiopoda)

    - Підрозділ Вториннороті (Deuterostomia)
      - Тип Голкошкірі (Echinodermata)
      - Тип Щетинкощелепні (Chaetognatha)
      - Тип Напівхордові (Hemichordata)
      - Тип Хордові (Chordata)

## Людина і природа
З огляду на власну вдачу, людина переважно змінює середовище свого проживання. Перетворення природи людиною, на початок XX століття набрало таких розмахів, що український академік Володимир Вернадський запропонував термін ноосфера для позначення тієї частини біосфери, в якій діяльність людини має важливе, навіть геологічне значення. Ставлення громадськості щодо значного впливу людини на довкілля, змінювалося впродовж 20 ст. від захвату до збентеження. Для часового проміжку від 20-х до 50-х років, притаманне захоплення процесом перетворення природи, підпорядкування її потребам людини. Особливо ця тенденція була властивою для соціалістичного табору, в якому, як вважалося, людина стала на шлях не тільки перетворення неживої природи, а й природи людського суспільства.
Від 60-х років минулого століття, захоплення почало змінюватися занепокоєнням — вплив людської діяльності на природу набрав таких розмірів, що люди почали виразно усвідомлювати його зворотний бік, небажані й погані наслідки: річки втрачали чистоту, збільшилося забруднення повітря, почали звужуватися ареали проживання окремих біологічних видів, інші потрапили під загрозу повного вимирання або цілком вимерли. Дослідження кліматичних змін показало, що відбувається процес швидкого глобального потепління, можливо пов'язаного також, з людською діяльністю.
Людство дедалі ясніше усвідомлює те, що його здатність викликати кліматичні зміни всеосяжного масштабу, може поставити під загрозу його власне існування. Людина повинна ставитися до природи відповідально. Розпочався процес прийняття політичних рішень, вироблення заходів збереження середовища проживання, однак наразі незрозуміло, наскільки від буде ефективним, і чи ті зміни, котрі відбувалися в природі в останні роки й тривають зараз, не є початком незворотного процесу, який поставить під загрозу існування людства.
Земля є природньою домівкою людства, це необхідний для нормального життя людини інтегративний планетарний простір, який на синергетичному рівні поєднуючи якості землі та її ресурсів з  атмосферою, гідросферою та іншими елементами природного середовища (утворюючи біосферу), безпосередньо впливає як на якість життя так і на здоров’я людини, а відтак потребує бережного відношення. 

## Екосистеми
Екосистема — біологічна система, що складається зі спільноти живих організмів (біоценоз), середовища їх проживання (біотоп), а також системи зв'язків та обміну речовинами й енергією між ними. Екосистеми складаються з різних абіотичних і біотичних складників, взаємопов'язаних між собою. Структура і склад екосистем визначаються різними факторами довкілля між якими є система зв'язків, і зміна цих чинників призводить до динамічних змін в екосистемі. Ґрунт, атмосфера, сонячне випромінювання, вода і живі організми є одними з найважливіших складових екосистеми.
Центральною концепцією в розумінні екосистеми є ідея, що живі організми взаємодіють з будь-яким іншим елементом в їх локальному середовищі. Юджин Одум, засновник екології, говорив: «Будь-який елемент, що містить всі організми (тобто „спільнота“) в даній області і взаємодіє із фізичним середовищем таким чином, що потік енергії призводить до чітко визначеної трофічної структури, біотичного різноманіття і матеріальних циклів (тобто обмін матеріалами між живими і неживими частинами) в межах системи є екосистемою». В межах екосистеми види пов'язані в харчовому ланцюжку і залежать один від одного, а також здійснюють обмін енергією і матерією між собою і з довкіллям. Менший за розміром елемент називається мікроекосистеми. Прикладом мікросистеми може бути камінь і різноманітне життя під ним. Макроекосистема може охоплювати цілий екорегіон з його басейном.

### Дика місцевість
Здебільшого, дикою місцевістю, вважається район, який не був істотно змінений людською діяльністю. WILD Foundation дає докладніше визначення: «Найнезайманіші дикі природні території, що залишилися на нашій планеті — ті останні дійсно дикі місця, які не знаходяться під впливом людей і не мають доріг, трубопроводів та іншої промислової інфраструктури». Дикі місця можуть бути в заповідниках, маєтках, ранчо, резерваціях, заказниках, національних парках і навіть у міських районах уздовж річок, ярів та інших недоторканих людиною місць. Куточки дикої природи та охоронювані парки дуже важливі для виживання деяких тварин і рослинних видів, екологічних досліджень, збереження середовища перебування та відпочинку людини. Деякі письменники вважають, що дикі місця є життєво значущими для душі людини і творчого піднесення, а деякі екологи розглядають дику місцевість як невіддільну частину самопідтримуваної природної екосистеми планети — біосфери. Дикі місця також можуть зберігати історичні генетичні риси і надавати місце існування для дикої флори і фауни, яку важко відтворити в зоопарках, дендрарії або лабораторіях.

## Вивчення природи
- Природознавство